# Соколів (доплив Уга)
Соколів — струмок в Україні, у Великоберезнянському районі Закарпатської області. Ліва притока Уга (басейн Дунаю).

## Опис
Довжина струмка приблизно 7,1  км. Формується з багатьох безіменних струмків.

## Розташування
Бере початок на південному сході від гори Велика Семеніва. Тече переважно на південний захід і у Стужиці впадає у річку Уг, праву притоку Ужа.